# Semi-elfe

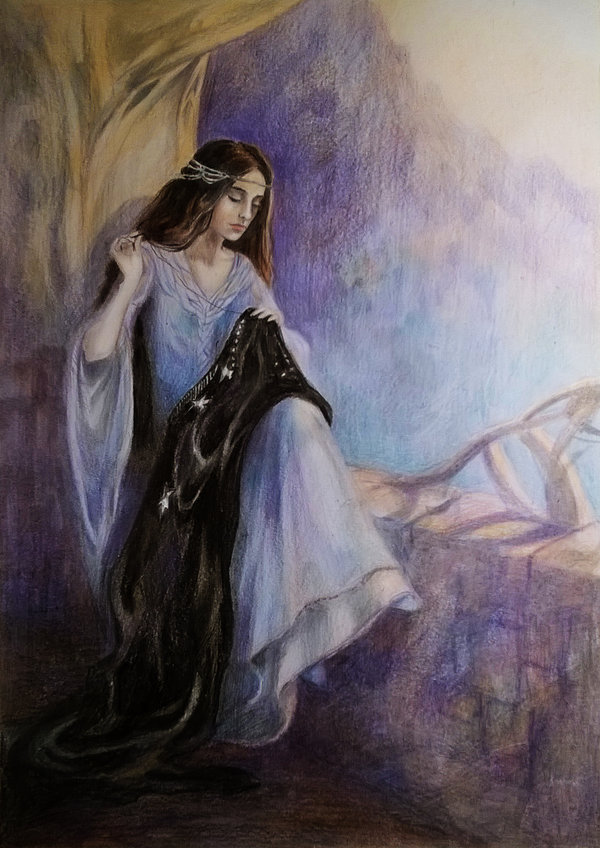
Arwen occupée à confectionner l'étendard.

Dans différentes œuvres de fiction, principalement celles d'heroic fantasy et de high fantasy, un semi-elfe ou demi-elfe est le fruit de l'union d'un elfe et d'une autre créature humanoïde, le plus souvent humaine. Les semi-elfes sont présents parmi les autres êtres et créatures constituant ce genre d'univers fictifs telles les nains, les gobelins, les orques, les trolls, les ogres, les démons, les nécromanciens, les griffons ou les dragons.